# Ramón Berenguer I

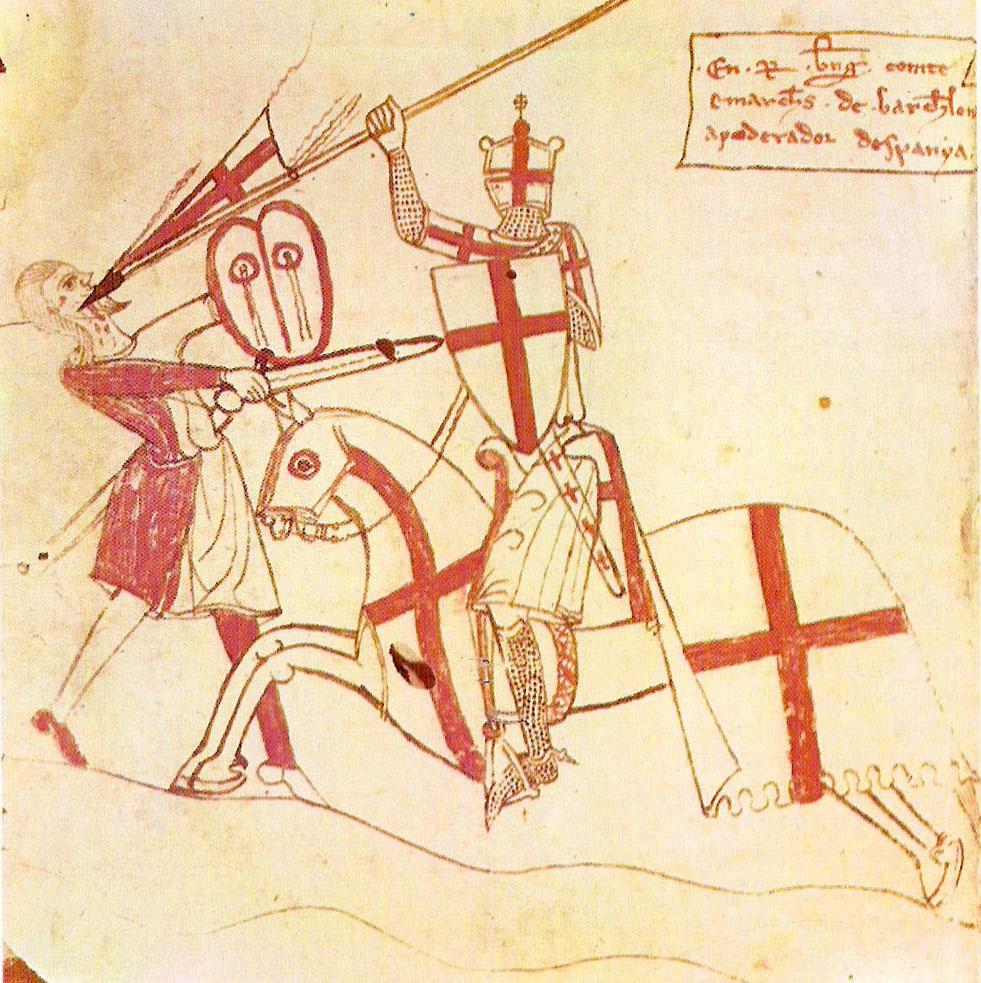
Ramón Berenguer representado con el emblema de la cruz llana de gules en campo de plata atribuidas como armas personales en una edición de los Usatges de Barcelona del primer tercio del. La cartela reza: En Ramon Berenguer comte e marches de Barchelona 'Ramón Berenguer, conde y marqués de Barcelona.

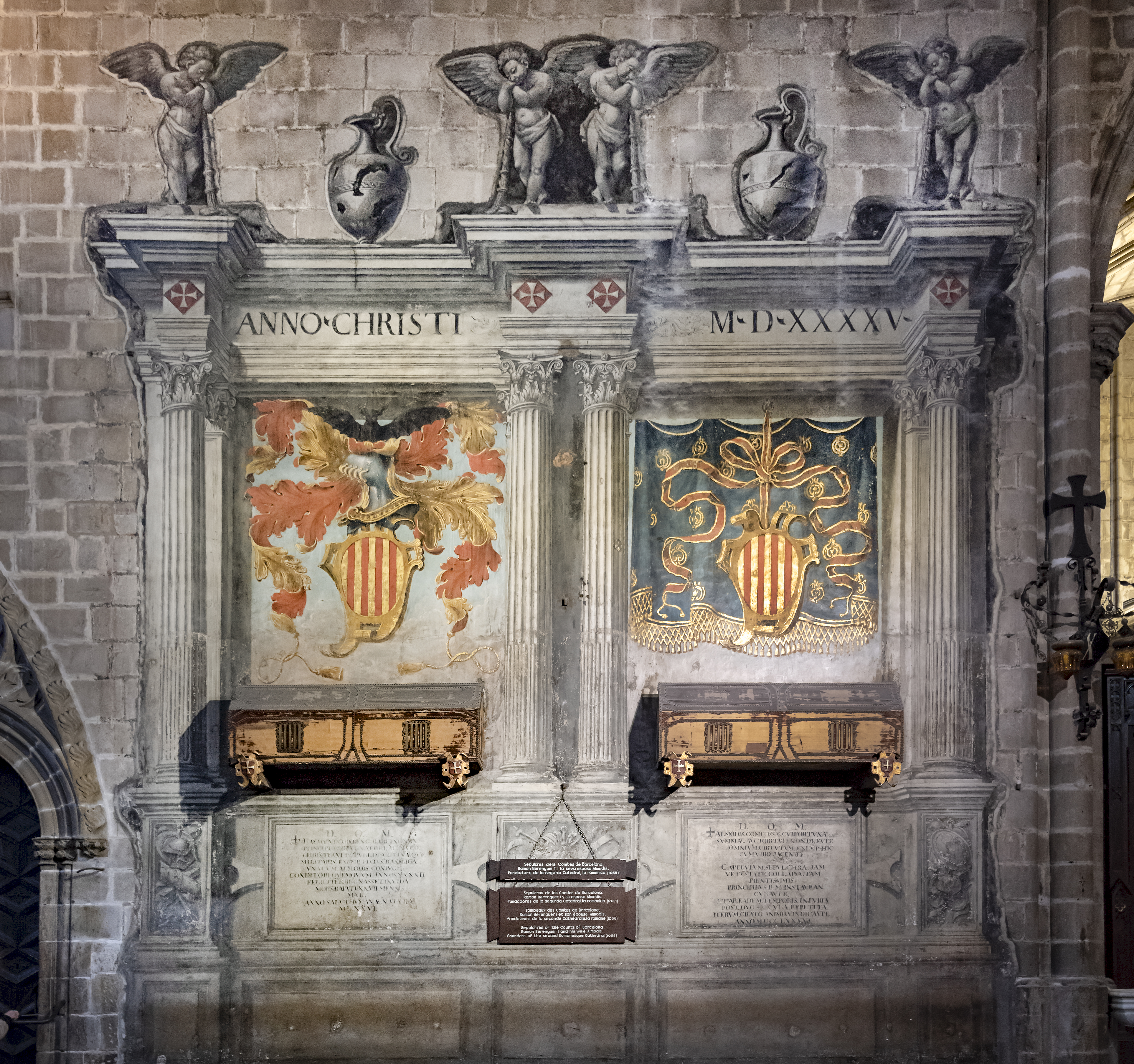
Tumbas de Ramón Berenguer I y su esposa Almodis de la Marca en la catedral de Barcelona.

Ramón Berenguer I (1023-1076), llamado "el Viejo" (el Vell en catalán), hijo de Berenguer Ramón I, fue Conde de Barcelona y Gerona (1035-1076), de Osona (1054-1076) y de Carcasona y Rasés (1068-1076). 
Fue llamado también Hispaniae subjugator en los Usatges de Barcelona, en crónicas antiguas y anales, y «Defensor y muro del pueblo cristiano» (Propugnator et murus christiani populi).

## La crisis del poder condal

### La autoridad de Ermesenda
Desde la muerte del conde Ramón Borrell (1017), en los condados de Barcelona, Gerona y Osona se había instaurado el cogobierno de su viuda, la condesa Ermesenda (1017-1057), y de su hijo Berenguer Ramón I (1017-1035).

### Herencia de Berenguer Ramón I
A su muerte, Berenguer Ramón I repartió sus dominios entre sus tres hijos; Guillermo (1035-1054) fue conde de Osona, Ramón Berenguer obtuvo Gerona y Barcelona, excepto el extremo sur, entre el río Llobregat y la frontera con el Islam que, constituido como el condado del Panadés fue para Sanç (1035-1049); los tres herederos, al ser menores de edad, quedaron bajo la tutela de su abuela Ermesenda, única representante efectiva del poder condal en Barcelona, Gerona, Osona y el Panadés entre 1035 y 1041.

### Rebelión nobiliaria
Debido al descrédito del poder condal durante el cogobierno de Berenguer Ramón I y Ermesenda en Barcelona, Gerona, Osona y especialmente en la zona del Panadés, área fronteriza con los musulmanes, los nobles, prescindiendo totalmente de la potestas del conde, tomaron ellos mismos el control de las fortalezas de las que dispusieron para cederlas como feudo como si fuesen de su propiedad. Entre estos aristócratas, antiguos veguers convertidos en señores, destaca en el Panadés Mir Geribert, el cual tenía influencias en Barcelona como primo del vizconde Udalard II (1041-1077) y del obispo Guislaberto (1034-1066), en un momento en que, por su dominio del Castell Vell (Castillo Viejo), cerca del antiguo acueducto y del Castell Bisbal (Castillo del Obispado), la familia vizcondal, controla dos de las cuatro torres del recinto amurallado de Barcelona, además del Castell del Port (Castillo del Puerto) en la montaña de Montjuic, desde donde se domina la ciudad y la ensenada. En la frontera, Mir Geribert posee el castillo de Subirats y de la Vit, heredados de sus padres hacia 1030, la fortaleza de Ribes, concedida por su primo Guislaberto el obispo de Barcelona, y el feudo de Sant Martí Sarroca adquirido por enlace matrimonial. Siendo el más poderoso de los señores del Panadés, hacia el 1035, cuando la muerte y sobre todo el testamento de Ramón Berenguer I acaban hundiendo el poder condal, para señalar su autoridad, asume el título de príncipe de Olèrdola.

La península ibérica en el año 1030.

Los nobles del Panadés, reunidos alrededor de su líder Mir Geribert, son contrarios al poder condal porque este mantiene la paz con los musulmanes, la cual es beneficiosa para los comerciantes de Barcelona y para el conde por las parias que cobra a los reyes taifas musulmanes, pero que es ruinosa para los aristócratas que solo pueden acceder a las riquezas de los musulmanes mediante el saqueo y el botín. Los barones del Panadés tampoco aceptan que el conde otorgue derechos de franqueza, garantía y seguridad de bienes a las comunidades campesinas, ya que eso les impide imponerles impuestos. De esta forma, aboliendo las garantías y concediendo, en un acto de soberanía, el derecho a sus castlans de imponer tributos a los hombres libres, Mir Geribert afirmaba su condición de líder de los nobles feudales. Otro motivo de disputa entre el conde de Barcelona y la nobleza era su apoyo a las pretensiones del Monasterio de Sant Cugat del Vallés, el cual basándose en unas concesiones realizadas doscientos años atrás por Luis el Piadoso, se proclamaba propietario de extensos dominios en el área de la frontera. De esta forma, cuando un noble llevaba a cabo un intento de colonización y este tenía éxito, el monasterio reclamaba sus derechos sobre el territorio exhibiendo ante los jueces los pergaminos de Luis el Piadoso, por lo que siempre obtenían sentencias favorables a sus intereses y contrarias a los clanes nobiliarios como el vizcondado; de esta forma, muchas familias nobles decidieron prescindir de los tribunales, donde siempre tenían las de perder, y apoderarse por la fuerza de los bienes de la abadía.
El rechazo de los nobles a la autoridad condal les llevó a una irreductible enemistad con Ermesenda, única titular efectiva de la autoridad condal desde la muerte de su hijo Berenguer Ramón I y la minoría de edad de sus nietos. La condesa reúne un equipo de cortesanos como su hermano Pere, obispo de Gerona, el abad Oliva, el juez Ponç Bonfill March y nobles relacionados con la administración, con relaciones con un territorio, el condado de Osona, donde las transformaciones sociales no habían sido tan profundas como en el área de frontera del Panadés. Estos se comprometieron junto con Ermesenda en la defensa de la autoridad condal y de la legalidad vigente ante las usurpaciones de los nobles feudales.
Entre estos dos bandos —el de Mir Geribert y el de Ermesenda— además de diferencias ideológicas e intereses contrapuestos hay un hecho generacional: Mir Geribert y los nobles que lo apoyan son jóvenes que no han vivido la brillante época de Borrell y Ramón Borrell, sino solo la ineptitud de Berenguer Ramón I y el autoritarismo de Ermesenda. La idea de potestas y de la ley escrita, contenida en el Liber Iudiciorum, les resultaban incómodas e incomprensibles ya que para ellos no había más norma de relación social que las convenientiae, los juramentos y relaciones feudales. Por otro lado, sus adversarios, personas que han vivido los tiempos de gran autoridad condal de finales del siglo X, son viejos. Ermesenda y el abad Oliva tienen más de sesenta años; para todos ellos la potestas condal, la justicia pública y el derecho del Liber ludiciorum no son elementos de un pasado lejano, sino cosas vivas la continuidad de las cuales hay que defender.

### La actuación de Ramón Berenguer I
En esta situación, con dos bandos claramente delimitados, la actuación de Ramón Berenguer está condicionada por el hecho generacional. A pesar de que, como conde, debería estar del lado de su abuela, por edad piensa igual que sus barones por lo que su proyecto político será imponerse a sus barones sobre la base de las nuevas prácticas feudales, por lo que durante el proceso, su abuela Ermesenda llegará a posicionarse en su contra.
Así, en 1041 para recuperar el condado de Gerona, cedido a su abuela para librarse de su tutela política, se alía con Mir Geribert a quien reconoce su posición de dominio en el Panadés y en perjuicio de su hermano, el conde Sanç del Panadés.

### Las revueltas nobiliarias
Poco después de haberse apoderado del control del condado de Gerona se reconcilia con su abuela. Sintiéndose traicionados, los nobles se rebelan y desertan del ejército condal reunido para atacar el condado de la Cerdaña. Paralelamente, el obispo de Barcelona y el vizconde Udalart intentan un golpe de Estado en la ciudad, que fracasa debido al apoyo popular de la ciudad al conde, única garantía de la continuidad de los usos pactados con el conde Berenguer Ramón I en 1025.
Tras el fracaso de la tentativa y mediante una sentencia de un tribunal presidido por el abad Oliba, el obispo es obligado a jurar que no ha tenido nada que ver con la rebelión y a ceder el castillo obispal mientras que Udalart debe indemnizar al conde con doscientas onzas de oro y cederle el castillo Vell.

## Matrimonios y descendencia
Ramón Berenguer I se casó tres veces. En 1039 con Isabel de Nimes, probablemente hija del vizconde Ramon Bernat I de Nimes con quien tuvo a:
- Pedro Ramón de Barcelona (m. 1071), condenado por el asesinato de su madrastra Almodis.
- Arnau de Barcelona (m. 1045)
- Berenguer de Barcelona (m. 1045)

En 1051 se casó con Blanca de Narbona, hija de Llop Ató Zuberoa y Ermengarda de Narbona. Fue repudiada al año siguiente sin tener descendencia, por lo que solicitó la protección de Ermesenda, y apeló al papa Víctor II, quien excomulgó al conde. 
En 1056 se casó, en terceras nupcias, con Almodis de la Marca, hija del conde Bernat I de Razès, con quien tuvo a:
- Ramón Berenguer II (1053-1082),
- Berenguer Ramón II (1053-1097),
- Agnès de Barcelona (1056-1071), casada en 1070 con el conde Guigues VII d'Albon
- Sancha de Barcelona, casada en segundas nupcias en 1069 con Guillermo Ramón I de Cerdaña